# Slave (groupe)
Slave était un groupe américain de funk originaire de l'Ohio, populaire durant les années 1970 et le début des années 1980. Le groupe est créé en 1975 par Steve Washington et Mark Hicks à Dayton.

## Carrière
Le tromboniste Floyd Miller se lia d'amitié avec Tom Lockett Jr. (saxophone, clavier), Carter Bradley (clavier), Mark Adams (basse), Mark Hicks (guitare, chant), Danny Webster (guitare), Wayne Foote (guitare et chant), Orion Wilhoite (saxophone), et Tim Dozier (batterie). Les chanteurs Steve Arrington, Starleana Young, puis Curt Jones rejoignent la troupe en 1978, propulsant alors directement Arrington comme leader des voix du groupe.
Le premier gros succès aux Hits Parades fut le single "Slide" en 1977, sorti sur le label Cotillion Records, où ils restèrent jusqu'en 1984. Leur meilleure composition était en fait basée sur des effets de basse et un arrangement général s'intégrant parfaitement avec le rythme défini et des montées de voix impressionnantes.
Le groupe produisit d'autres succès, comme "Just a Touch of Love" en 1979, "Watching You" en 1980, et "Snap Shot" en 1981. le groupe intégra Charles Carter au saxophone et son frère William P. Carter au clavier. Young, Washington, Jones et Lockett quittent le groupe pour former Aurra en 1981.
Ils changèrent de maison de disques en 1984, pour aller chez Atlantic Records et ce, pour un disque, puis pour le label Ichiban Records basé à Atlanta en 1986. Leurs succès les plus récents furent The Funk Strikes Back en 1992. Rhino sort en 1994 le disque Stellar Fungk: The Best of Slave Featuring Steve Arrington, une anthologie de leurs meilleurs morceaux.
Début mars 2011, le leader bassiste Mark "The Hansolor" Adams décède brutalement à 51 ans. 
Le 14 juin 2011, le guitariste du groupe Mark "Drac" Hicks décède d'une crise cardiaque à 52 ans .
En 2015, Floyd Miller et Danny Webster reforment le groupe.

## Discographie

### Singles
| Année | Titre                  | Position Charts                     | Album                     |
| Année | Titre                  | US Hot R&B/Hip-Hop Singles & Tracks | Album                     |
| 1977  | "Slide"                | #1                                  | Slave                     |
| 1977  | "The Party Song"       | #22                                 | The Hardness of the World |
| 1977  | "Baby Sinister"        | #74                                 | The Hardness of the World |
| 1978  | "Stellar Fungk"        | #14                                 | The Concept               |
| 1980  | "Just A Touch of Love" | #9                                  | Just A Touch of Love      |
| 1980  | "Sizzlin' Hot"         | #57                                 | Stone Jam                 |
| 1981  | "Watching You"         | #6                                  | Stone Jam                 |
| 1981  | "Snap Shot"            | #6                                  | Show Time                 |
| 1982  | "Wait For Me"          | #20                                 | Show Time                 |
| 1983  | "Shake It Up"          | #22                                 | Bad Enuff                 |
| 1984  | "Ooohh"                | #41                                 | New Plateau               |
| 1984  | "Steppin Out"          | #73                                 | Bad Enuff                 |
| 1986  | "All We Need Is Time"  | #85                                 | Unchained At Last         |
| 1986  | "Thrill Me"            | #84                                 | Rebirth                   |
| 1987  | "Juicy-O"              | #83                                 | Make Believe              |

### Albums
| Année | Album                            | Position Chart            | Position Chart   | Label     |
| Année | Album                            | US Top R&B/Hip-Hop Albums | US Billboard 200 | Label     |
| 1977  | Slave                            | #6                        | #22              | Cotillion |
| 1977  | The Hardness of the World        | #31                       | #67              | Cotillion |
| 1978  | The Concept                      | #11                       | #78              | Cotillion |
| 1979  | Just a Touch of Love             | #11                       | #92              | Cotillion |
| 1980  | Stone Jam                        | #5                        | #53              | Cotillion |
| 1981  | Show Time                        | #7                        | #46              | Cotillion |
| 1982  | Visions of the Lite              | #46                       | #177             | Cotillion |
| 1983  | Bad Enuff                        | #30                       | #168             | Cotillion |
| 1984  | New Plateau                      | Did not chart             | Did not chart    | Cotillion |
| 1986  | Unchained At Last                | #56                       | Did not chart    | Ichiban   |
| 1987  | Make Believe                     | #44                       | Did not chart    | Ichiban   |
| 1988  | Slave 88                         | Did not chart             | Did not chart    | Ichiban   |
| 1990  | Rebirth                          | Did not chart             | Did not chart    | Ichiban   |
| 1992  | Funk Strikes Back                | Did not chart             | Did not chart    | Ichiban   |
| 1994  | Stellar Fungk: The Best Of Slave | #44                       | Did not chart    | Ichiban   |
| 1995  | Masters of The Fungk             | Did not chart             | Did not chart    | Ichiban   |